# Elecciones legislativas de Guinea Ecuatorial de 1993
Elecciones legislativas se celebraron en Guinea Ecuatorial el 21 de noviembre de 1993, siendo las primeras elecciones multipartidistas en el país desde 1968. La Ley Fundamental de Guinea Ecuatorial de 1991 (aprobada en referéndum dos años antes), establecía un sistema político multipartidista.
A pesar de que se permitió competir a siete partidos en la elección, el gobernante Partido Democrático de Guinea Ecuatorial (PDGE) mantuvo su control sobre el poder legislativo, ganando 68 de los 80 escaños en la Cámara de los Representantes del Pueblo.
La Plataforma de Oposición Conjunta (POC), una alianza de ocho partidos de oposición, llamó al boicot y aseguró que la participación electoral no superó el 20%, aunque esta oficialmente alcanzó el 67.5%. Los líderes de la POC fueron impedidos de viajar a la Región Continental para hacer campaña a favor del boicot y a algunos se les prohibió salir del país. Tras la elección, el Ministro de Asuntos Exteriores español Javier Solana afirmó que las elecciones no habían sido libres ni justas, una opinión compartida por otros observadores internacionales.

## Resultados
| Partido                                         | Votos   | %    | Escaños | +/-   |
| ----------------------------------------------- | ------- | ---- | ------- | ----- |
| Partido Democrático de Guinea Ecuatorial        | 54,589  | 69.8 | 68      | +8    |
| Convergencia Social Democrática y Popular       | 8,042   | 10.3 | 6       | Nuevo |
| Unión Democrática Social                        | 5,760   | 7.4  | 5       | Nuevo |
| Partido Liberal                                 | 4,974   | 6.4  | 1       | Nuevo |
| Convención Liberal Democrática                  | 1,963   | 2.5  | 0       | Nuevo |
| Partido Socialista de Guinea Ecuatorial         | 1,106   | 1.4  | 0       | Nuevo |
| Partido Social Demócrata                        | 909     | 1.2  | 0       | Nuevo |
| Unión Democrática Nacional de Guinea Ecuatorial | 880     | 1.1  | 0       | Nuevo |
| Votos nulos/en blanco                           | 512     | -    | -       | -     |
| Total                                           | 78,736  | 100  | 80      | +20   |
| Votantes registrados/participación              | 116,666 | 67.5 | –       | –     |
| Fuente: Nohlen et al.                           |         |      |         |       |